# 左鎮斷層
左鎮斷層（英語：Tsochen Fault）為左移斷層，約呈西北走向，由台灣台南市山上區新庄附近，經左鎮、三角潭附近至南化區心仔寮，長約10公里。

## 地形
斷層帶位於新化丘陵。曾文溪支流菜寮溪為區內主要河川，有曲流地形。區內因短期的河流改道，造成曲流切斷、河床下切，形成高三十公尺的低位段位丘面。在左鎮以西以泥岩及頁岩為主的區域，常形成惡地地形，在菜寮溪以南區域則形成單斜地形。
根據中油公司製作的台南地質圖，野外調查發現：
- 新莊至左鎮：斷層北側海拔在100公尺以上，而斷層南側海拔在70公尺以下，地勢有明顯差異，形成一明顯的線性特徵，可能因差異侵蝕而形成的。
- 左鎮至三角潭；斷層跡通過一約50公尺高的階地，此段在野外無明顯的斷層地形特徵。
- 三角潭以東：斷層跡亦呈西北－東南走向，整體地勢在60至130公尺間，由於斷層兩側均為泥質岩層，並無明顯斷層地形特徵。[2]。

## 地質
在斷層帶露出的地層包括：竹頭崎層、北寮頁岩、鏡面砂岩、玉井頁岩、古亭坑層、崎頂層、階地堆積層
- 竹頭崎層以砂岩與頁岩的互層為主，夾數層十至三十公尺之砂岩凸鏡體。
- 北寮頁岩為青灰色至灰黑色所組成，偶夾砂頁岩薄互層。
- 鏡面砂岩為淺灰色細粒砂岩，膠結疏鬆，常呈側向尖滅。
- 玉井頁岩以泥岩及頁岩為主。
- 古亭坑層以泥岩為主。
- 崎頂層下段以泥岩為主，中段則為泥岩夾數層厚層砂岩，上段以砂岩與頁岩的互層為主。
- 階地堆積層多位於菜寮溪沿岸。

而斷層帶可分成左鎮以西段、左鎮至三角潭段、三角潭以南段，它們的地質分別為
- 左鎮以西，斷層呈西北－東南走向，斷層帶大多位於泥岩及砂質泥岩內。泥岩因壓溶及剪裂作用而形成堅硬且呈現黑色色澤之斷層泥，每一斷層帶約數公分至數十公分寬，常拼合成寬約數公尺至數十公尺之斷層帶。
- 左鎮至三角潭之間，此段為高約50 公尺的平坦階面，野外調查並未發現斷層露頭與斷層通過的跡象。
- 三角潭以南，本段均為以泥岩為主的地層，在地層的劃分上，斷層北側屬於玉井頁岩，斷層南側則為下部古亭坑層[3]。

## 總結與評估
左鎮斷層，最早由衛星影像辨認出線形，經野外調查發現沿斷層線形位置有小型斷層泥帶，並常群聚拼合成一寬約數公尺至十數公尺的斷層泥帶，但僅局限於斷層西段。左鎮斷層為具左移性質的橫移斷層，而其活動時代在六雙層沉積後，約更新世晚期。
依據GPS測量資料分析結果，左鎮斷層兩側仍有明顯的水平速度變化量，跨斷層的速度場變化分析結果，1996~2006年間的運動為逆移形式兼具右移分量。
左鎮斷層，暫列為第二類活動斷層。